# Eksplozja w Mbubie
Eksplozja w Mbubie – katastrofa drogowa, do której doszło 6 października 2018 roku w Mbubie, niedaleko miasta Kisantu w zachodniej części Demokratycznej Republiki Konga. W wyniku katastrofy zginęły co najmniej 53 osoby, a ponad 100 odniosło obrażenia.

## Przebieg
6 października 2018 wcześnie rano w miejscowości Mbuba doszło do wypadku z udziałem cysterny i ciągnika. Na miejscu wypadku natychmiast po zdarzeniu pojawili się mieszkańcy wioski, którzy zaczęli rabować paliwo z obydwu pojazdów. Kilka minut później wybuchł pożar, który szybko rozprzestrzenił się na pobliskie budynki.
Według przedstawicieli Ministerstwa Zdrowia Demokratycznej Republiki Konga 20 osób zginęło na miejscu, a kolejne 19 zmarło w szpitalach (w tym 7 osób w Kisantu, do którego przetransportowano ponad 100 osób. Początkowe doniesienia zastępcy gubernatora prowincji Kongo Środkowe mówiły o 50 ofiarach śmiertelnych, według świadków zginęły 53 osoby. 8 października ministerstwo zdrowia potwierdziło śmierć 53 osób.
Pracownicy służb medycznych zostali poinstruowani w celu zapewnienia odpowiedniej pomocy ofiarom. Szpital w Kisantu przyjął ponad stu poszkodowanych, pozostałe dziesiątki rannych przetransportowano do szpitali w stolicy kraju, Kinszasie. Według lekarzy ponad 100 osób ma oparzenia drugiego stopnia. Dziewięć karetek zostało przysłanych do Kisantu przez misję stabilizacyjną Organizacji Narodów Zjednoczonych MONUSCO. Organizacja pozarządowa Lutte pour le changement skrytykowała władze za brak karetek niedługo po katastrofie.

## Reakcje
W dniu katastrofy prezydent Demokratycznej Republiki Konga, Joseph Kabila, ogłosił trzy dni żałoby narodowej. Zostało także wszczęte śledztwo, mające wyjaśnić przyczyny katastrofy. Ze wstępnych ustaleń wynika to, że kierowca ciągnika zginął na miejscu, natomiast kierowca cysterny zniknął.
Katastrofa w Mbubie jest największą tego typu tragedią w Demokratycznej Republice Konga od czasu eksplozji w Sange w 2010 roku. Wówczas w wyniku eksplozji cysterny zginęło 230 osób, a 190 odniosło obrażenia.